# Rik Van Looy
Henrik "Rik" Van Looy (Grobbendonk, 20 de diciembre de 1933-Herentals, 17 de diciembre de 2024), apodado L'Empereur d'Herentals y Rik II por el hecho de considerarse sucesor de Rik Van Steenbergen, fue un ciclista belga, profesional entre los años 1953 y 1970. En ese lapso logró más de 400 victorias, en su momento un récord solo superado más tarde por Eddy Merckx. Era un poderoso esprínter, participante tanto en pruebas de carretera como de pista.

## Semblanza
Como amateur, Van Looy logró más de cien victorias en carreras ciclistas, incluyendo los campeonatos de Bélgica de 1952 y 1953.
Como profesional, logró más de trescientas victorias. Fue el primer ciclista en conseguir ganar los cinco Monumentos del ciclismo, hazaña más tarde repetida por Eddy Merckx y Roger De Vlaeminck. Van Looy es incluso el único ciclista que pudo ganar todas las clásicas originales (5 monumentos + Flecha Valona, Gante-Wevelgem, París-Bruselas y París-Tours). Merckx y De Vlaeminck nunca ganaron París-Tours.

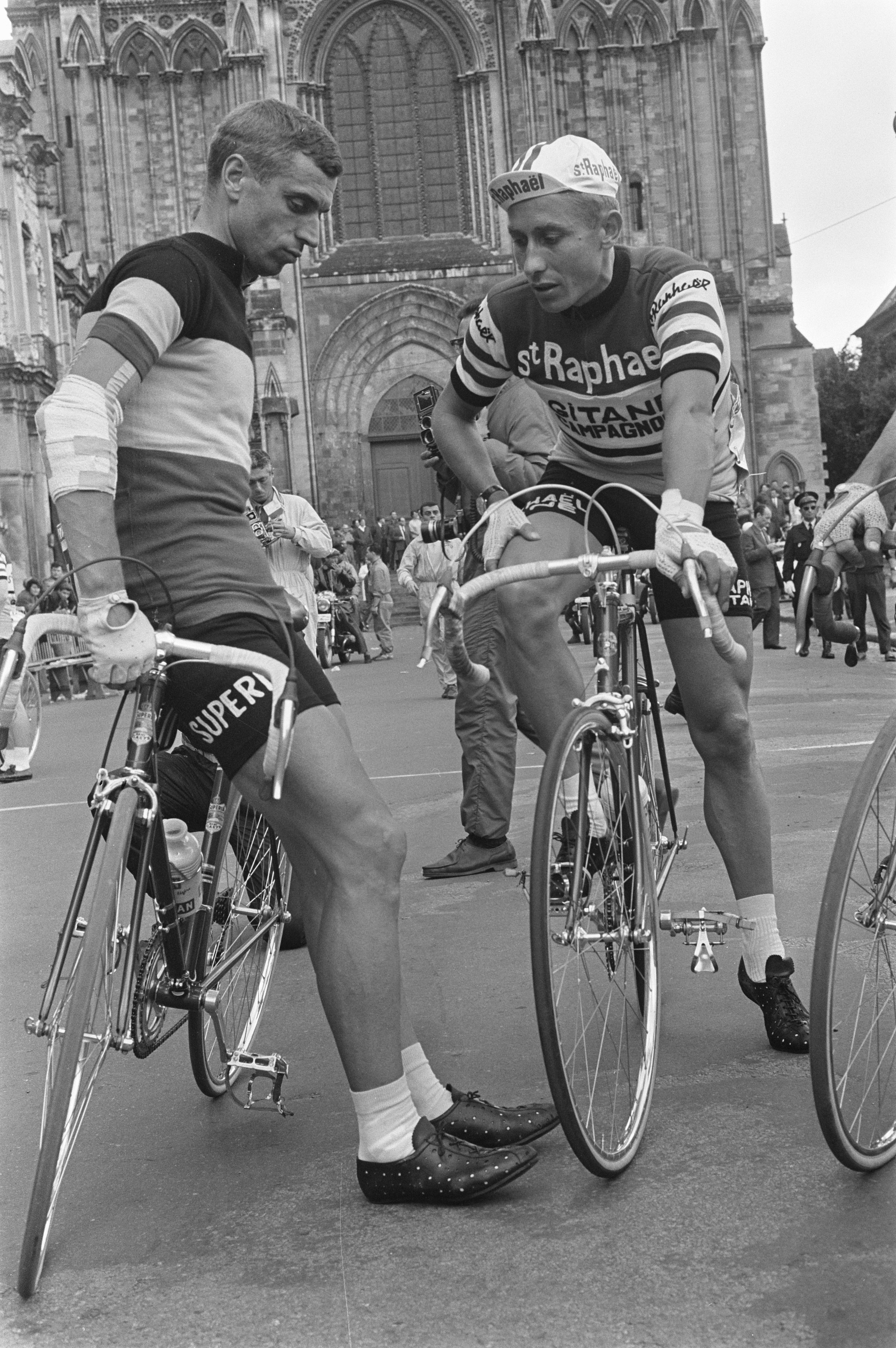
Tour de Francia 1964, salida en Lisieux. Van Looy hablando con Jacques Anquetil

Ganó durante dos años consecutivos el Campeonato del Mundo, además de dos segundos puestos.
No solo triunfó en pruebas de un día, sino que también tuvo éxito en bastantes carreras cortas por etapas, destacando sus trece victorias de etapa en la París-Niza.
Ganó etapas en las tres Grandes Vueltas, en ocasiones de forma arrolladora. Obtuvo sus mejores resultados en la Vuelta a España, en la cual logró 18 triunfos de etapa y fue 3.º en las ediciones de 1959 y 1965. En el Giro de Italia, consiguió 11 victorias de etapa y fue 4.º en 1959 y 7.º en 1961. En el Tour de Francia, logró 7 triunfos parciales y fue 10.º en 1963. Es noveno en la lista de todos los tiempos de ganadores de etapa de Grandes Vueltas con treinta y siete victorias.
Van Looy es el fundador de una escuela de jóvenes ciclistas.

## Palmarés

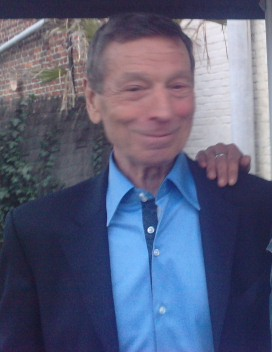
Van Looy en 2010

| 1952 - Campeonato de Bélgica en Ruta Aficionados - Juegos Olímpicos Carrera por equipos 1953 - Campeonato de Bélgica en Ruta Aficionados - Ronde van Midden-Nederland - Omloop Het Nieuwsblad sub-23 - Flecha de Heist - 1 etapa de la Vuelta a Austria - 3.º en el Campeonato del Mundo en Ruta amateur 1954 - 1 etapa de los Tres Días de Amberes - Roubaix–Huy 1955 - Omloop van Oost-Vlaanderen 1956 - Gante-Wevelgem - 2.º en el Campeonato del Mundo en Ruta - Campeonato de Bélgica en Ruta Carrera en carretera Interclubs - Vuelta a los Países Bajos , 3 etapas - París-Bruselas - Scheldeprijs Vlaanderen - Ganador Tres Días de Amberes, 2 etapas - De Drie Zustersteden 1957 - Gante-Wevelgem - Coppa Bernocchi - Schaal Sels - Vuelta a los Países Bajos , 4 etapas - Scheldeprijs Vlaanderen - 1 etapa de la Roma-Nápoles-Roma - 2 etapas de los Tres Días de Amberes - Omloop van Oost-Vlaanderen 1958 - Campeonato de Bélgica en Ruta - Milán-San Remo - París-Bruselas - Coppa Bernocchi - Milán-Mantua - 5 etapas de la Vuelta a España - 4 etapas de la Vuelta a Levante - 1 etapa del Giro de Cerdeña - 1 etapa de los Tres Días de Amberes - 3.º en el París-Roubaix 1959 - Tour de Flandes - Giro de Lombardía - París-Tours - 3.º en la Vuelta a España, más 4 etapas y clasificación por puntos - 4.º en el Giro de Italia, más 4 etapas - Giro de Cerdeña , más 3 etapas - Vuelta a Levante , más 3 etapas - Campeonato de Flandes 1960 - Campeonato del Mundo en Ruta - 4.º en el Giro de Italia, más clasificación de la Montaña y 3 etapas - 3 etapas de la París-Niza, más Clasificación por puntos - 2 etapas del Giro de Cerdeña - 1 etapa de los Tres Días de Amberes - 3.º en el Tour de Flandes - Ronde van Brabant 1961 - Campeonato del Mundo en Ruta - París-Roubaix - Lieja-Bastoña-Lieja - Vuelta a Bélgica , más 2 etapas - 2 etapas de la París-Niza, más Clasificación por puntos - 2 etapas del Giro de Cerdeña - 7.º en el Giro de Italia, más 3 etapas - 3.º en el Super Prestige Pernod International - Critérium de As - Bol d'Or des Monédières - 3.º en el Milán-San Remo | 1962 - Gante-Wevelgem - Tour de Flandes - París-Roubaix - 2 etapas de la París-Niza, más Clasificación por puntos - 2 etapas del Giro de Italia - 1 etapa del Tour de Francia - Giro de Cerdeña , más 2 etapas - Grand Prix du Parisien (CRE) - 2 etapas del Vuelta a Bélgica, más Clasificación por puntos 1963 - Campeonato de Bélgica en Ruta - 3 etapas de la París-Niza, más Clasificación por puntos - 4 etapas del Tour de Francia, más clasificación por puntos y premio de la combatividad - 2 etapas del Dauphiné Libéré - 2.º en el Campeonato del Mundo en Ruta - 2.º en el Giro de Cerdeña, más 1 etapa - Boucles de l'Aulne - 2.º en el París-Roubaix - Omloop der Vlaamse Gewesten 1964 - 1 etapa de la Vuelta a España - 1 etapa del Dauphiné Libéré - Harelbeke-Anvers-Harelbeke - Boucles de l'Aulne - París-Luxemburgo , más 1 etapa - 1 etapa del Vuelta a Bélgica - 1 etapa del Giro de Cerdeña - 2.º en el París-Bruselas - 2.º en el París-Tours - Bruxelles–Meulebeke 1965 - París-Roubaix - 3.º en la Vuelta a España, más 8 etapas y clasificación por puntos - 2 etapas del Tour de Francia - Giro de Cerdeña , más 5 etapas - Harelbeke-Anvers-Harelbeke - Sassari-Cagliari - 3 etapas del Tour de Luxemburgo - Elfstedenronde - 1 etapa del Tour du Sud-Est - 1 etapa del Vuelta a Bélgica - Bruxelles–Meulebeke - Flèche enghiennoise 1966 - 1 etapa de la París-Niza - Harelbeke-Antwerp-Harelbeke - 1 etapa del Tour de Luxemburgo - 1 etapa del Vuelta a los Países Bajos - 1 etapa del Vuelta a Bélgica - 2.º en el París-Tours - 3.º en el París-Bruselas - Omloop van de Fruitstreek 1967 - París-Tours - 1 etapa del Tour de Francia - 1 etapa de la París-Niza - 1 etapa del Giro de Cerdeña - Vuelta a Bélgica Clasificación por puntos - 2.º en el París-Roubaix - Omloop van de Fruitstreek 1968 - Flecha Valona 1969 - 1 etapa del Tour de Francia - Harelbeke-Antwerp-Harelbeke - Flecha de Heist - Omloop der Zennevallei |

## Resultados

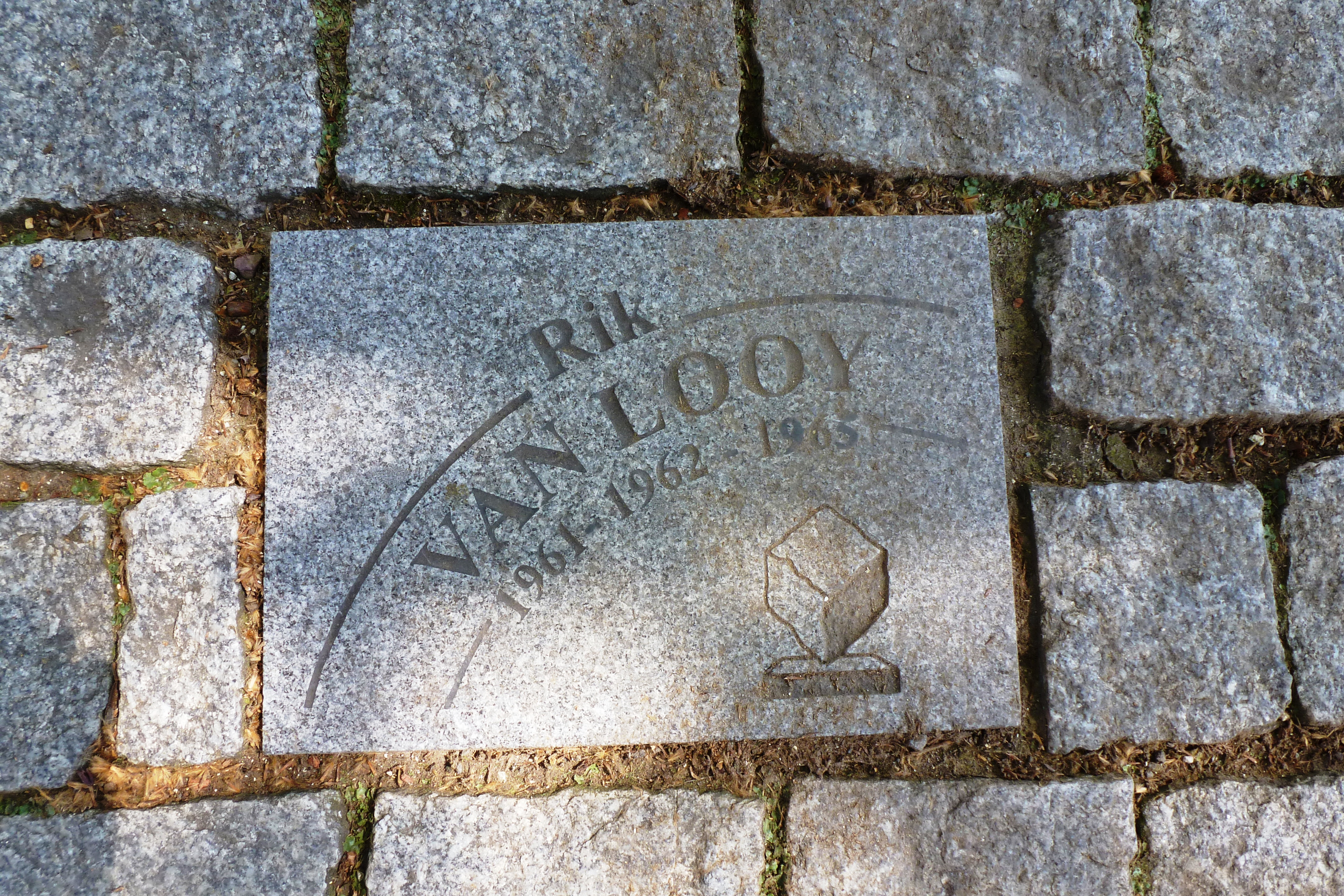
Adoquín dedicado a Van Looy por sus tres victorias en la París-Roubaix.

### Grandes Vueltas
| Carrera | Carrera         | 1953 | 1954 | 1955 | 1956 | 1957 | 1958 | 1959 | 1960 | 1961 | 1962 | 1963 | 1964 | 1965 | 1966 | 1967 | 1968 | 1969 | 1970 |
| ------- | --------------- | ---- | ---- | ---- | ---- | ---- | ---- | ---- | ---- | ---- | ---- | ---- | ---- | ---- | ---- | ---- | ---- | ---- | ---- |
|         | Giro de Italia  | —    | —    | Ab.  | —    | —    | —    | 4.º  | 11.º | 7.º  | Ab.  | Ab.  | —    | —    | —    | Ab.  | —    | —    | —    |
|         | Tour de Francia | —    | —    | —    | —    | —    | —    | —    | —    | —    | Ab.  | 10.º | Ab.  | 31.º | FT.  | Ab.  | —    | FT.  | —    |
|         | Vuelta a España | X    | X    | —    | —    | —    | Ab.  | 3.º  | —    | —    | —    | —    | Ab.  | 3.º  | —    | —    | —    | —    | —    |

### Clásicas, Campeonatos y JJ. OO.
| Carrera                | Carrera                | 1952 | 1953          | 1954          | 1955          | 1956 | 1957          | 1958          | 1959          | 1960 | 1961          | 1962          | 1963          | 1964 | 1965          | 1966          | 1967          | 1968 | 1969 | 1970 |
| ---------------------- | ---------------------- | ---- | ------------- | ------------- | ------------- | ---- | ------------- | ------------- | ------------- | ---- | ------------- | ------------- | ------------- | ---- | ------------- | ------------- | ------------- | ---- | ---- | ---- |
| Omloop Het Nieuwsblad  | Omloop Het Nieuwsblad  | —    | —             | 36.º          | —             | 8.º  | 5.º           | 2.º           | —             | —    | —             | —             | —             | —    | —             | 20.º          | —             | —    | —    | 42.º |
| Kuurne-Bruselas-Kuurne | Kuurne-Bruselas-Kuurne | —    | —             | —             | —             | —    | —             | —             | —             | —    | —             | —             | —             | —    | —             | —             | —             | —    | 59.º | —    |
|                        | Milan San Remo         | —    | —             | —             | —             | 52.º | 74.º          | 1.º           | 35º           | 6.º  | 2.º           | 14.º          | 71.º          | 4.º  | 41.º          | —             | 12.º          | 10.º | 82.º | —    |
| E3 Harelbeke           | E3 Harelbeke           | X    | X             | X             | X             | X    | X             | —             | —             | —    | —             | —             | —             | 1.º  | 1.º           | 1.º           | 6.º           | 13.º | 1.º  | 11.º |
| Gante-Wevelgem         | Gante-Wevelgem         | —    | —             | —             | —             | 1.º  | 1.º           | 2.º           | 12.º          | —    | 61.º          | 1.º           | 8.º           | 3.º  | 15.º          | 22.º          | 34.º          | 8.º  | 10.º | —    |
|                        | Tour de Flandes        | —    | —             | —             | —             | 11.º | 17.º          | —             | 1.º           | 3.º  | —             | 1.º           | 6.º           | 10.º | 6.º           | 16.º          | 26.º          | 10.º | —    | —    |
| Scheldeprijs           | Scheldeprijs           | —    | —             | 4.º           | —             | 1.º  | 1.º           | —             | 5.º           | —    | —             | —             | —             | —    | —             | —             | —             | —    | 20.º | —    |
|                        | París-Roubaix          | —    | —             | 11.º          | —             | 11.º | —             | 3.º           | 4.º           | —    | 1.º           | 1.º           | 2.º           | 16.º | 1.º           | 9.º           | 2.º           | —    | 22.º | —    |
| Flecha Brabanzona      | Flecha Brabanzona      | X    | X             | X             | X             | X    | X             | X             | X             | X    | —             | —             | —             | —    | —             | —             | —             | 36.º | —    | —    |
| Amstel Gold Race       | Amstel Gold Race       | X    | X             | X             | X             | X    | X             | X             | X             | X    | X             | X             | X             | X    | X             | —             | 15.º          | 25.º | —    | —    |
| Flecha Valona          | Flecha Valona          | —    | —             | 44.º          | 53.º          | —    | —             | 13.º          | —             | 8.º  | 43.º          | 26.º          | —             | —    | —             | 11.º          | 15.º          | 1.º  | 23.º | —    |
|                        | Lieja-Bastoña-Lieja    | —    | —             | —             | —             | 5.º  | —             | 10.º          | —             | 4.º  | 1.º           | 8.º           | —             | —    | —             | —             | —             | —    | —    | —    |
| París-Bruselas         | París-Bruselas         | —    | —             | 20.º          | —             | 1.º  | 42.º          | 1.º           | 5º            | 7.º  | 7.º           | —             | —             | 2.º  | 34º           | 3.º           | —             | —    | —    | —    |
| París-Tours            | París-Tours            | —    | 7.º           | —             | —             | —    | 6.º           | 4.º           | 1.º           | —    | —             | —             | —             | 2.º  | —             | 2.º           | 1.º           | 4.º  | 45.º | —    |
|                        | Giro de Lombardía      | —    | —             | —             | —             | 4.º  | —             | 27.º          | 1.º           | 11.º | —             | —             | —             | —    | —             | —             | —             | —    | —    | —    |
| JJ. OO. (Ruta)         | JJ. OO. (Ruta)         | Ab.  | No se disputó | No se disputó | No se disputó | —    | No se disputó | No se disputó | No se disputó | —    | No se disputó | No se disputó | No se disputó | —    | No se disputó | No se disputó | No se disputó | —    | ND   | ND   |
| Mundial en Ruta        | Mundial en Ruta        | —    | —             | Ab.           | —             | 2.º  | 4.º           | Ab.           | 38.º          | 1.º  | 1.º           | 30.º          | 2.º           | 32.º | Ab.           | —             | —             | 15.º | 24.º | —    |
| Bélgica en Ruta        | Bélgica en Ruta        | —    | —             | —             | —             | —    | —             | 1.º           | 5.º           | 4.º  | —             | —             | 1.º           | —    | —             | 17.º          | —             | 13.º | 7.º  | —    |

 —: No participa

Ab.: Abandona

X: Ediciones no celebradas

### Récords
- El único ciclista que ganó las 8 clásicas originales: los 5 Monumentos más París-Tours, París-Bruselas y La Flecha Valona
- Ganador de los 5 Monumentos del Ciclismo (récord compartido con Eddy Merckx y Roger De Vlaeminck)
- Ganador de las 3 clásicas de adoquines en una temporada: 1962 (récord compartido con Tom Boonen)
- Récord anterior de más carreras ganadas por un ciclista profesional: 367 (1961-1972)

## Palmarés en pista
1957
- Seis días de Bruselas (con Willy Vannitsen)

1958
- Seis días de Gante (con Reginald Arnold)

1960
- Seis días de Berlín (con Peter Post)
- Seis días de Gante (con Peter Post)

1961
- Seis días de Colonia (con Peter Post)
- Seis días de Bruselas (con Peter Post)
- Seis días de Gante (con Peter Post)
- Seis días de Amberes (con Willy Vannitsen)
- 2.º en el Campeonato Nacional de Pista Madison (com Edgard Sorgeloos)
- 2.º en el Campeonato Nacional de Pista Omnium

1962
- Seis días de Dortmund (con Peter Post)
- Seis días de Berlín (con Peter Post)
- Seis días de Amberes (con Peter Post y Oscar Plattner)
- Campeonato Europeo de Ciclismo en Pista
  - 2.º en el Madison (com Peter Post) 
  - 3.º en el Derny

1968
- Campeonato Nacional de Pista Madison (com Patrick Sercu)

1969
- Campeonato Nacional de Pista Madison (com Patrick Sercu)
- Seis días de Amberes (con Peter Post y Patrick Sercu)

## Reconocimientos
- Trophée Edmond Gentil en 1959.[4]
- Premio Nacional al Mérito Deportivo de Bélgica en 1961.[5]
- 8 etapa premios de la combatividad del Tour de Francia: 4 en 1963, 1 en 1962, 1964, 1965 y 1966.
- Premio General de Combatividad del Tour de Francia: 1963
- Trofeo suizo AIOCC en 1982.[6]
- En 2002 pasó a formar parte de la Sesión Inaugural del Salón de la Fama de la UCI.[7]
- Personalidad deportiva de la provincia de Amberes en 2005.[8]
- Ciudadano honorario de Grobbendonk en 2012.[9]
- Estatua en Herentals en 2017.[10]
- GP Rik Van Looy de 2018.[11]
- Busto en Grobbendonk en 2021[12]
- Exposición Van Looy 90 en Herentals: 2023[13]
- ProCyclingSats - Más victorias de todos los tiempos: 2º lugar.[14]
- ProCyclingStats - Clasificación de todos los tiempos: 8º lugar.[15]
- Memoire du Cyclisme - Los mejores ciclistas: 11º lugar.[16]
- CyclingRanking - Clasificación de todos los tiempos: 12º lugar.[17]
- UCI Top 100: 16º lugar.